# Microsoft Project
Microsoft Project – aplikacja wspomagająca zarządzanie projektami, zasobami, czasem i finansami projektu. Jest to zaawansowane i popularne narzędzie oferujące funkcje raportujące, rozbudowane interfejsy do zarządzania ważnymi aspektami projektu. Od wersji 2000 dostępny w wersji polskiej.

## Szczegóły
Microsoft Project pozwala na:
- tworzenie, edycję oraz kontrolę harmonogramów
- tworzenie i zarządzanie budżetem projektu
- automatyczne identyfikowanie problemów z zasobami, czasem oraz finansami
- wizualne wsparcie zarządzania projektem poprzez wykresy, diagramy (np.: Diagram Gantta), tabele oraz wykresy przestawne korzystając z rozwiązań zaimplementowanych w Microsoft Excel oraz Microsoft Visio
- użycie szablonów projektu które pozwalają optymalizować pracę.

Microsoft Project jest w pełni zintegrowany z innymi elementami pakietu Microsoft Office. Współpraca z aplikacjami Microsoft Outlook i Microsoft Excel jest bardzo prosta, i ułatwia wygenerowanie danych do prowadzenia projektu. Dodatkowo moduł Raporty pozwala stworzyć kompletne graficzne sprawozdania z postępów oferując możliwość tworzenia metryk i współczynników wydajności (KPI).

## Historia
- 1990 – Microsoft Project 1.0 dla Windows – pierwsza wersja programu na platformę Windows, przeznaczona dla Windows 2.0 i jedyna wersja kompatybilna z tą wersją Windows, ale również kompatybilna z Windows 3.0
- 1992 – Microsoft Project 3.0 dla Windows – ostatnia wersja kompatybilna z Windows 3.0, wprowadzono wsparcie dla makr
- 1994 – Microsoft Project 4.0 dla Windows – ostatnia 16-bitowa wersja, również ostatnie wydanie programu kompatybilne z Windows 3.1x/NT 3.1/NT 3.5, wprowadzono język makr VBA
- 1995 – Microsoft Project dla Windows 95 (4.1) – pierwsza 32-bitowa wersja, przeznaczona dla systemu Windows 95, wprowadzenie Autokorekty
- 1997 – Microsoft Project 98 (8.0) – ostatnia wersja kompatybilna z Windows NT 3.51, pojawienie się Asystenta pakietu Office
- 2000 – Microsoft Project 2000 (9.0) – ostatnia wersja kompatybilna z Windows 95, ostatnie wydanie bez aktywacji produktu, ponadto pierwsze wydanie przetłumaczone na język polski, wprowadzenie Microsoft Project Central (później Microsoft Project Server)
- 2002 – Microsoft Project 2002 (10.0) – ostatnia wersja kompatybilna z Windows NT 4.0 (SP6a)/98 (SE)/ME, pierwsze wydanie wymagające aktywacji, dostępne po raz pierwszy w dwóch edycjach - Standard (dostępna w polskiej wersji językowej[1]) i Professional, wprowadzenie panelu zadań
- 2003 – Microsoft Office Project 2003 (11.0) – ostatnia wersja kompatybilna z Windows 2000, ostatnie wydanie zawierające Asystenta pakietu Office, pierwsze wydanie z nowymi ikonami
- 2007 – Microsoft Office Project 2007 (12.0) – usunięcie Asystenta pakietu Office, ostatnie wydanie z klasycznymi paskami narzędzi
- 2010 – Microsoft Project 2010 (14.0) – pojawienie się wstążki, ostatnia wersja kompatybilna z Windows XP i Vista
- 2013 – Microsoft Project 2013 (15.0) – interfejs oparty na Modern UI, integracja z kontem Microsoft
- 2015 – Microsoft Project 2016 (16.0) – interfejs bez zmian, ostatnia wersja kompatybilna z Windows 7 i 8.x
- 2018 – Microsoft Project 2019 (16.0) – zawiera funkcjonalność dostępną wcześniej w ramach subskrypcji Office 365, kompatybilna tylko z Windows 10